# Дадлі Паунд
Альфред Дадлі Пікмен Роджерс Паунд (англ. Alfred Dudley Pickman Rogers Pound; 29 серпня 1877, Вентнор, острів Вайт — 21 жовтня 1943, Лондон) — британський воєначальник, флотоводець, адмірал флоту Королівського військово-морського флоту Великої Британії, учасник Першої та Другої світових воєн. Перший морський лорд у перші чотири роки Другої світової.

## Біографія
Дадлі Паунд народився 29 серпня 1877 року у Вентнорі в острівному графстві Вайт. Батько майбутнього адмірала Альфред Джон Паунд, випускник Ітонського коледжу був баррістером. Мати Елізабет Пікман Роджерс, американка, уродженка Бостона. Дадлі навчався у Фонтгільській школі у Східному Грінстеді, Суссекс.
Військова кар'єра
- січень 1891 — кадет ВМС
- січень 1893 — мічман
- 16 жовтня 1897 — суб-лейтенант
- 29 серпня 1898 — лейтенант
- ? — лейтенант-командер
- 30 червня 1909 — командер
- 31 грудня 1914 — кептен
- 1 березня 1926 — контрадмірал
- 15 травня 1930 — віцеадмірал
- 16 січня 1935 — адмірал
- 31 липня 1939 — адмірал флоту

У січні 1891 року Д.Паунд поступив на військову службу кадетом флоту на навчальний корабель «Британія», після закінчення навчання отримав у січні 1893 року звання мічман та призначення на лінкор «Роял Соверен», на Флоті Каналу. У травні 1894 року переведений офіцером на крейсер «Андонтед» на Китайській станції, а потім до тренувальної ескадри на крейсер «Каліпсо».
29 серпня 1896 року Паунд став суб-лейтенантом. У жовтні 1897 року продовжив військову службу на есмінці «Оппосум», згодом з січня 1898 року — на лінійному кораблі «Магніфішент».
29 серпня 1898 року він став лейтенантом, у вересні 1899 поступив на курси підготовки офіцерів торпедної зброї до Школи Вернон (нерухомий корабель), яку успішно завершив у грудні 1901 року спеціалістом.
Лейтенант Дадлі Паунд продовжував службу офіцером торпедного озброєння на крейсері «Графтон» на Тихоокеанській станції, у січні 1905 року перейшов на лінійний корабель «Кінг Едвард VII» у складі Атлантичного флоту Британської імперії. З березня 1907 року він проходив службу торпедистом на лінкорі «Квін» на Середземноморському флоті.
У січні 1909 року офіцер отримав призначення до департаменту озброєння британського адміралтейства, 30 червня 1909 року його підвищили у командери. У травні 1911 року він був призначений на лінійний корабель «Суперб» Домашнього флоту імперії.
1913 Паунд поступив до Королівського морського коледжу, який закінчив у квітні 1914 року з одночасним призначенням на лінкор «Сент-Вінсент».
З першого дня початку Великої війни Паунд служив на різних посадах бойових кораблів флоту. 31 грудня 1914 року він підвищений у капітані, й визначено на посаду помічника військово-морського асистента першого морського лорду Британської імперії. У травні 1915 року він став командиром лінійного корабля «Колоссус», на чолі якого Паунд відзначився в Ютландській морській битві. Бойовий корабель Паунда вніс значний внесок у результати битви, посприявши затопленню німецького крейсера «Вісбаден».
У липні 1917 року Паунд підвищений у помічники директора управління планування, а згодом став начальником оперативного управління Домашнього флоту держави й брав безпосередню участь у розробці плану проведення рейду на Зебрюгге.
У 1919 році після завершення війни та з нагоди дня народження короля Георга V Д.Паунд удостоєний звання кавалера ордену Лазні. У жовтні 1920 року він став командиром лінійного корабля «Ріпалс», а у червні 1923 року призначений начальником оперативного управління Адміралтейства.
1 січня 1925 року кептен Д.Паунд отримав високу посаду персонального військово-морського ад'ютанта Його Величності, але вже у травні 1925 року у зв'язку з призначенням адмірала Р.Кіза командувачем Середземноморським флотом став його начальником штабу.
1 березня 1926 року Д.Паунд підвищений у званні до контрадмірала та у квітні став помічником начальника військово-морського штабу Великої Британії. У травні 1929 року його призначено командиром ескадри бойових крейсерів, а 15 травня 1930 року він став віцеадміралом флоту. У серпні 1932 року Паунд посів посаду другого морського лорду та став головою управління персоналу британського флоту.
16 січня 1933 року йому присвоєне звання адмірала з одночасним призначенням на посаду начальника штабу Середземноморського флоту. 20 травня 1937 року Паунд удостоєний високої нагороди — ставши кавалером Великого хреста Королівського Вікторіанського ордену.
У червні 1939 року незадовго до початку Другої світової війни адмірал Д.Паунд був призначений першим морським лордом, а 31 липня 1939 року він став адміралом флоту. На той час, старий морський офіцер мав дуже поганий стан здоров'я, проте на фоні інших флотських лідерів того часу він ще виглядав відносно добре. У жовтні 1941 року його призначили одночасно з виконанням обов'язків першого морського лорда ще і першим та головним морським ад'ютантом короля.

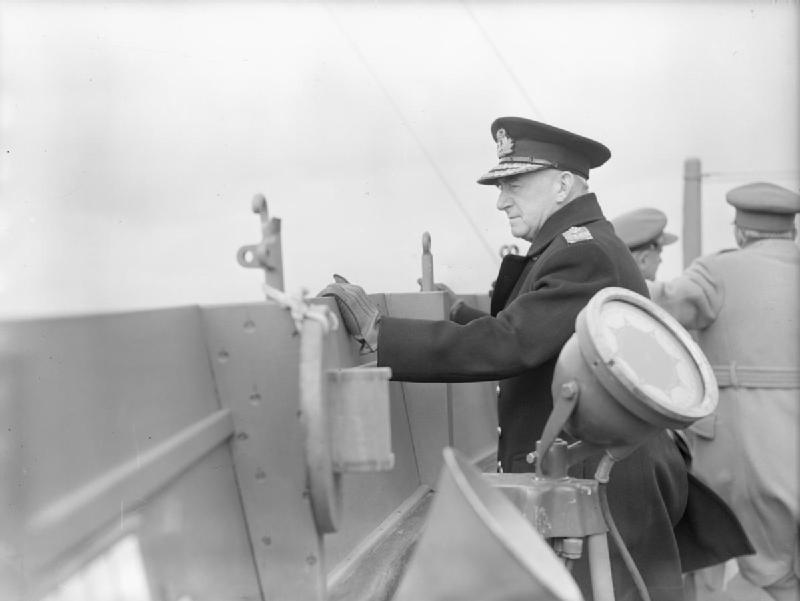
Перший морський лорд адмірал флоту Д.Паунд на борту океанського лайнера «Квін Мері»

Думки багатьох сучасників та дослідників флоту мають кардинальні розбіжності стосовно ролі адмірала флоту Д.Паунда в управлінні британським флотом на посаді першого морського лорду в перші роки Другої світової. Багато адміралів та капітанів кораблів звинувачували його в тому, що він поверхнево керує ВМС, і грає другорядну роль в управлінні цим найважливішим видом Збройних сил Великої Британії. В історії лишилось декілька фактів коли Д.Паунд мав гострі конфлікти з командувачами Флоту метрополії адміралами Ч.Форбсом та Дж. Тові. Однак, прем'єр-міністр імперії В.Черчилль, який безпосередньо працював зі старим адміралом з початку світового конфлікту, дуже плідно та тісно робили в напрямку розробки військово-морської стратегії й тактики дій, тому Паунда часто звали «якорем Черчилля».
Водночас, дехто вважав його хитрим старим лисом, який використав усі хитромудрощі та аргументи щоб переконати та відвадити Черчилля від його ідеї направити британський флот на Балтику ще на первинній стадії війни, весною 1940 року. За задумом першого лорда адміралтейства флот Його Величності мав блокувати дії німецького Крігсмаріне в акваторії Балтійського моря та стати на перешкоді торгівлі між Третім Рейхом і Радянським Союзом, Швецією, Фінляндією, Естонією і Латвією. Особливо це стосувалось блокади транспортування шведської залізної руди до Німеччини.
Деякі дослідники ставлять у заслугу Паунду вміло ним організовану боротьбу з німецькими підводними човнами в битві за Атлантику, яка врешті-решт закінчилась перемогою британського флоту. Інші роблять докір йому в тому, що під його проводом було провалено декілька морських операцій, так йому у провину ставлять факт, що Королівський флот попросту прогавив прорив німецьких лінійних крейсерів «Шарнгорст» та «Гнейзенау» крізь Ла-Манш до портів Франції. Але найганебнішим епізодом у кар'єрі адмірала, у якому прямо звинувачують Д.Паунда більшість дослідників та істориків стала катастрофа з конвоєм PQ 17.

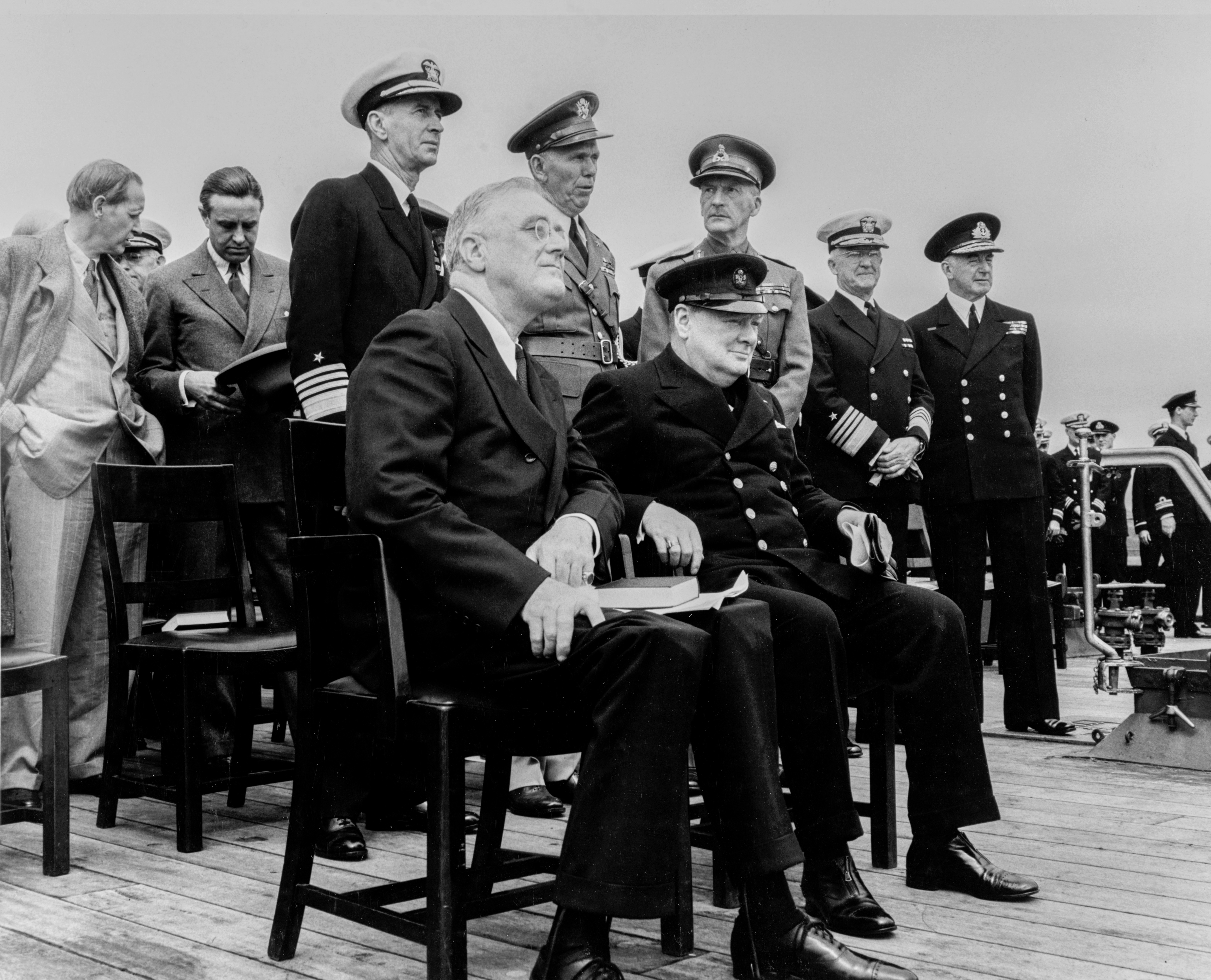
Перший морський лорд адмірал флоту Д.Паунд (крайній праворуч) на офіційній зустрічі голів США та Великої Британії на борту лінкора «Принц Уельський». 1941

Наприкінці червня-початку липня 1942 року від берегів Ісландії вийшов стратегічно важливий транспортний арктичний конвой PQ 17, який прямував до Архангельська.
4 липня Адміралтейство отримало повідомлення про вихід у море німецького лінкора «Тірпіц» і перший морський лорд адмірал флоту Д.Паунд віддав наказ «Конвою розсіятися!». Супроводжуючі конвой бойові кораблі відкликали для перехоплення «Тірпіца», а усі транспортні судна кинули напризволяще. Як з'ясувалося згодом, інформація про вихід німецького лінкора виявилася хибною, тоді як конвой, залишений без захисту, став легкою здобиччю німецьких підводних човнів і торпедоносців. Як наслідок, 22 транспорти та 2 допоміжних судна зі складу 35 транспортних суден конвою були потоплені.
Адмірал Дадлі Паунд останні роки свого життя сильно потерпав від різних хвороб, особливо від болю в кульшових суглобах, що змушувало його сильно страждати по ночах. Постійне недосипання призводило його до напівдрімоти кожного разу, коли проводились наради або зустрічі.
У липні 1943 року померла дружина першого морського лорда; і з того часу стан його здоров'я різко загострився. Переживши два сердечних напади Д.Паунд 20 вересня 1943 року пішов з посади головного воєначальника Королівського флоту, а вже 21 жовтня він помер від пухлини головного мозку у Королівському Мейсонікському шпиталі в Лондоні. Після похорон його прах був розвіяний над морем.